# كورك سميث
كورك سميث (بالإنجليزية: Crook Smith)‏ هو لاعب كرة قدم أمريكية أمريكي، ولد في 21 مارس 1899 في فايتيفيل في الولايات المتحدة، وتوفي في 3 مارس 1990.

## وصلات خارجية
- كورك سميث على موقع قاعة جورجيا للمشاهير الرياضية (مؤرشف) (الإنجليزية)